# John Seiter
John Seiter (* 17. srpna 1944) je americký hudebník, hrající převážně na bicí, občas na klávesy. V roce 1967 hrál na albu zpěvačky jménem Odetta. V letech 1967-1968 byl členem skupiny Spanky and Our Gang. V letech 1969-1970 byl členem skupiny The Turtles, ve které nahradil Johna Barbatau. V roce 1971 nahrál jediné album se skupinou Rosebud. V roce 1972 hrál na debutovém albu Toma Waitse s názvem Closing Time, album vyšlo až následující rok. Jeho mladším bratrem je Jimmi Seiter.